# Bolinichthys distofax
Bolinichthys distofax är en fiskart som beskrevs av Johnson, 1975. Bolinichthys distofax ingår i släktet Bolinichthys och familjen prickfiskar. Inga underarter finns listade.